# Mogins
Mogins (nom occità) (en francès Mougins) és un municipi francès situat al departament dels Alps Marítims i a la regió de Provença – Alps – Costa Blava. L'any 1999 tenia 16.051 habitants.
Situat als turons de Cannes, ciutat de Camp Provençal de Mougins és la llar de moltes cases per a multimilionaris i estrelles del món de l'espectacle. El poble de Mougins hi ha galeries d'art, restaurants i cases antigues de pedra. Els seus habitants són anomenats Mougins / Mougins.
La ciutat té el sobrenom de "Ciutat Jardí" per la gran quantitat de cases i la política de la ciutat que prefereix les cases d'habitatge d'interès social. El nom de Mougins prové del pre-celta, significa "pedra", "gep". L'antic poble s'assembla a un cargol. L'any 1973 hi mor Picasso.

## Demografia
| Evolució de la població |       |       |       |       |       |       |       |       |
| 1793                    | 1800  | 1806  | 1821  | 1831  | 1836  | 1841  | 1846  | 1851  |
| 1.330                   | 1.500 | 1.538 | 1.724 | 1.962 | 1.883 | 1.918 | 1.828 | 1.831 |

| 1856  | 1861  | 1866  | 1872  | 1876  | 1881  | 1886  | 1891  | 1896  |
| ----- | ----- | ----- | ----- | ----- | ----- | ----- | ----- | ----- |
| 1.805 | 1.752 | 1.677 | 1.652 | 1.694 | 1.678 | 1.581 | 1.548 | 1.657 |

| 1901  | 1906  | 1911  | 1921  | 1926  | 1931  | 1936  | 1946  | 1954  |
| ----- | ----- | ----- | ----- | ----- | ----- | ----- | ----- | ----- |
| 1.599 | 1.541 | 1.770 | 1.800 | 2.800 | 3.400 | 3.270 | 3.210 | 3.851 |

| 1962  | 1968  | 1975  | 1982   | 1990   | 1999   | 2006 | 2011 | 2016 |
| ----- | ----- | ----- | ------ | ------ | ------ | ---- | ---- | ---- |
| 5.274 | 6.346 | 8.492 | 10.197 | 13.014 | 16.040 | -    | -    | -    |

| 2019 | - | - | - | - | - | - | - | - |
| ---- | - | - | - | - | - | - | - | - |
| -    | - | - | - | - | - | - | - | - |

## Administració
| Període   | Identitat     | Partit |
| --------- | ------------- | ------ |
| 1970-2001 | Roger Duhalde | RPR    |
| 2001-     | Richard Galy  | UMP    |

## Agermanaments
- Lerici
- Aschheim